# Androcharta clavipennis
Androcharta clavipennis är en fjärilsart som beskrevs av Butler 1876. Androcharta clavipennis ingår i släktet Androcharta och familjen björnspinnare. Inga underarter finns listade i Catalogue of Life.